# San Martín y Mudrián
San Martín y Mudrián – gmina w Hiszpanii, w prowincji Segowia, w Kastylii i León, o powierzchni 42,56 km². W 2011 roku gmina liczyła 283 mieszkańców.